# Glynneath
Glynneath (Glyn-nedd in het Welsh) is een plaats in de Welshe county borough Neath Port Talbot.
Glynneath telt 4368 inwoners.